# Benoît Faure
Benoît Faure (Saint-Marcellin, Loira, 11 de gener de 1899 - Montbrison, 16 de juny de 1980) fou un ciclista francès, professional entre 1925 i 1951. Henri Desgrange li va donar el sobrenom de Ratolí per la seva petita mida i la seva lleugeresa a les muntanyes. En el seu palmarès destaquen una quarantena de victòries, entre les quals destaca una victòria d'etapa al Tour de França de 1929.

## Palmarès
- 1927
  - 1r del Circuit de l'Allier
  - 1r del Circuit de Forez
  - 1r del Circuit de Roulière
- 1928
  - 1r del Circuit de l'Allier
  - Vencedor de 4 etapes del Tour del Sud-Est
- 1929
  - 1r del Gran Premi de Thizy
  - 1r del Gran Premi d'Aix-les-Bains i vencedor d'una etapa
  - 1r a Lió
  - Vencedor d'una etapa al Tour de França
- 1930
  - 1r a la Vichy-Nevers-Vivhy
  - 1r a la Lió-Gènova-Lió
  - 1r del Circuit del Mont-Blanc
  - 1r del Circuit de Bourbonnais i vencedor de 3 etapes
- 1932
  - 1r a la París-Caen
- 1934
  - 1r al Tour de Corrèze
  - 1r a la Bourg-Ginebra-Bourg
  - 1r al Premi de Châteaurenard
- 1935
  - Vencedor de dues etapes de la Volta a Suïssa
- 1936
  - 1r a la París-Nantes
  - 1r al Premi d'Issoire
- 1937
  - 1r a la París-Angers
- 1939
  - 1r a la Marsella-Toló-Marsella
  - 1r de la Saint-Etienne-Lió
- 1941
  - 1r del Critèrium nacional
  - 1r del Gran Premi de la Indústria de la bicicleta
  - 1r de la Copa Marcel Vergeat
- 1943
  - 1r del Gran Premi de Niça
  - 1r de la Valence-Annecy
- 1950
  - 1r del Gran Premi de Gueugnon

## Resultats al Tour de França
- 1926. 23è de la classificació general
- 1929. 15è de la classificació general i vencedor d'una etapa
- 1930. 8è de la classificació general
- 1931. 13è de la classificació general
- 1932. 12è de la classificació general
- 1933. Eliminat (2a etapa)
- 1935. 12è de la classificació general